# Архиепархия Питтсбурга (грекокатолическая)
Архиепархия Питтсбурга (лат. Pittsburgensis ritus byzantini) — архиепархия Русинской грекокатолической церкви с центром в городе Питтсбург, США. В митрополию Питтсбурга Русинской грекокатолической церкви входят епархии Пармы, Пассейика, Пресвятой Девы Марии Защитницы в Финиксе. Кафедральным собором архиепархии Питтсбурга является собор святого Иоанна Крестителя.

## История
18 мая 1924 года Святой Престол учредил Апостольский экзархат США для верующих Русинской грекокатолической церкви. 9 июля 1963 года Апостольский экзархат был преобразован в епархию Питтсбурга.
21 февраля 1969 года епархия Питтсбурга была возведена в ранг архиепархии с наименованием «Архиепархия Манхелла». В этот же день архиепархия Манхелла передала часть своей территории новой епархии Пармы.
11 марта 1977 года архиепархия Манхелла была переименована в архиепархию Питтсбурга.

## Ординарии архиепархии
- епископ Basil Takach (Takacs) (20.05.1924 — 13.05.1948);
- епископ Daniel Ivancho (13.05.1948 — 2.12.1954);
- епископ Nicholas Thomas Elko (5.02.1955 — 22.12.1967);
- архиепископ Stephen John Kocisko (22.12.1967 — 12.06.1991);
- архиепископ Thomas Victor Dolinay (16.05.1991 — 13.04.1993);
- архиепископ Judson Michael Procyk (9.11.1994 — 24.04.2001);
- архиепископ Basil Myron Schott (3.05.2002 — 10.06.2010);
- архиепископ William Charles Skurla (18.01.2012 —).

## Источник
- Annuario Pontificio, Libreria Editrice Vaticana, Città del Vaticano, 2003, ISBN 88-209-7422-3